# استاد الإسماعيلية
استاد الإسماعيلية هو ملعب رياضي متعدد الاستخدامات يقع في مدينة الإسماعيلية في مصر. وهو يستضيف مباريات العودة لنادي الإسماعيلي لكرة القدم. وهو واحد من ستة ملاعب اُستُخدِمَت في كأس الأمم الأفريقية لكرة القدم 2006 التي عقدت في مصر، وقد كان أيضًا من الملاعب التي استضافت مباريات كأس العالم للشباب 2009 بمصر. تبلغ سعته 18,525 متفرج، ويقع في وسط المدينة حيث يحده أربعة شوارع مدرج الدرجة الأولى والمقصورة تقع في شارع رضا ومدرج الدرجة التانية وسط تقع في شارع شبين وهذه أبرز الشوارع بالمدينة، كما يضم أيضًا ملعبًا فرعيًّا وملعبي تنس وحمام سباحة وبه موقف للسيارات يتسع لـ 15 سيارة فقط، وهذا العدد القليل لأن الملعب يقع في وسط المدينة ويستطاع الوصول له بأي وسيلة مواصلة بالبلد أو حتى بالسير على الأقدام.
يعتبر من أقدم الملاعب في التاريخ أنشئ عام 1939 م، واستضاف مباريات كثيرة، وهو مخصص لمباريات النادي الإسماعيلي الرياضي بالإسماعيلية.